# Mihael Županek
Mihael Županek (madžarsko Zsupánek Mihály, ali Zsupanek Mihály) je slovenski pisec na Ogrskem. Njegov sin Janoš Županek in vnuk Vilmoš Županek sta bila tudi književnika. * Šalovci, 7. marec, 1830; † Šalovci, 19. januar, 1905.
Oče mu je bil kmet, mati mu je bila kmetica Judita (roj. Tolvaj).
Od 1852 je služil vojaščino 7 let. Kot vojak se je boril v Italiji in se je udeležil v bitki v Solferinu. Hodil je na Kranjskem in spoznal slovenske pesmi ter se naučil nemško in malo latinsko. Septembra se je vrnil v Slovensko krajino (danes Prekmurje in Porabje).
V okolici župnije Dolenci je bil ljudski kantor. Tukajšnji župnik Franc Šbül je zamenjal staro cerkveno pesmarico. Županek je v svojih rokopisih ohranil te stare pesmi. Tudi je prepisal veliko drugih pesmi iz drugih starejših pesmaric. S svojim delom je ohranil pomembno kulturno bogastvo dolenske župnije. Zapisal je tudi madžarske, nemške in tudi latinske pesmi, ki so ostale v rokopisu.

## Dela
- Peszmaricza (1865)
- Nedelne peszmi (1867)
- Énekeskönyv (Pesmarica) samo naslov je v madžarščini, pesmi so v prekmurščini (o. 1865)
- Vojaške pesmi (?)
- Csudálatos kép (Čudovita podoba) (?)
- Litanije Szrcza Jezus
- Mrtvecsne peszmi (Mrliške pesmi) (o. 1875)
- Poszlüsajte krscseniczi (Poslušajte kristjane) (?)